# Phacops
Phacops is een geslacht van uitgestorven trilobieten, dat leefde in wat nu Europa, Noordwest-Afrika, Noord-Amerika en China is vanaf het begin tot aan het einde van het Devoon.

## Beschrijving
Net als in alle Phacopina met ogen, zijn die van Phacops samengesteld uit zeer grote (een halve millimeter bij Phacops rana), afzonderlijk van elkaar geplaatste lenzen bestaand uit twee lagen calciet met een verschillende brekingsindex, elk met een afzonderlijk hoornvlies (de zogenoemde schizochroale ogen). Net als bij bijna alle andere Phacopina bestaat het scharnierende middendeel van het lichaam (of thorax) uit elf segmenten.
Het centrale verhoogde gedeelte (of glabella) van het kopschild (of cephalon) is matig tot sterk opgeblazen aan de voorkant, min of meer afgeplat van boven, en steekt tot boven de voorrand van het kopschild of steekt daar zelfs enigszins voorbij. Er kunnen maximaal drie zijgroeven worden onderscheiden op de glabella achter de dominante voorste lob. Vanaf de achterzijde van de glabella zijn de occipitale ring en een preoccipitale ring te onderscheiden. De preoccipitale ring is zwak verdeeld in een sterk opgebold centrale deel en zwak opgebolde zijlobben. De grote tot gemiddeld grote ogen hebben een halvemaanvormige omtrek en staan hoog boven de wangen. Het steile oppervlak met de lenzen is niervormig. De achterhoeken van het kopschild zijn meer of minder afgerond en hebben in elk geval geen hoekstekels als volwassen dier. Aan de buikzijde van de zoom (of doublure) in de voorste helft van kopschild zit een doorlopende groef die is afgebakend door richels en aan de zijkant nokjes. Deze groef dient om de rand van de staartschild te vergrendelen in het kopschild als de trilobiet zich heeft opgerold.
De ringen van de as van de thorax hebben aan de zijkant geen knobbels. De staartschild (of pygidium) is goed gesegmenteerd. In de as zijn negen tot elf ringen te onderscheiden en de zijkanten hebben vijf tot acht paar herkenbare ribben. De voren tussen de ribben zijn diep. De voren die elke rib in voor- en achterbanden verdelen zijn erg ondiep en de voorbanden zijn breder. Het oppervlak van het exoskelet is bedekt met knobbels.

## Camouflage
Er zijn exemplaren bekend van Phacops rana met vele onregelmatige zwarte vlekken. Omdat deze vlekken bij een exemplaar van Greenops boothi van dezelfde vindplaats in rijtjes zijn gerangschikt mag worden aangenomen dat ze oorspronkelijk zijn en geen gevolg van het fossiliseringsproces. De vlekken zijn onregelmatig en hebben vertakkende uitlopers naar buiten toe, vergelijkbaar met de melanoforen in veel hedendaagse dieren. Bij een exemplaar zijn de zwarte vlekken veel groter dan bij een ander exemplaar. Het is goed denkbaar dat het veranderen van de grootte van de melanoforen Phacops rana in staat stelde zich te camoufleren in verschillende omgevingen.

## Taxonomie
Het concept van veel fossiele taxa is in de loop van de tijd aangescherpt, waaronder Phacops. Als gevolg hiervan zijn Boeckops, Chotecops, Paciphacops, Prokops en Viaphacops opgericht als subgenera van Phacops en worden nu algemeen beschouwd als geslachten op zich. Meest recent werd aangenomen dat sommige Noord-Amerikaanse en Noord-Afrikaanse soorten enerzijds en Europese soorten anderzijds voldoende van elkaar verschillen om aan afzonderlijke geslachten te worden toegewezen. Omdat het type de Europese P. latifrons is, worden de Noord-Amerikaanse soorten nu Eldredgeops genoemd. De eerder toegewezen soorten, zoals Phacops rana, worden echter nog steeds veel gebruikt door fossiele verzamelaars. Eldredgeops heeft een verhoogde rand langs de ventrale rand van het cephalon, de glabella is meer opgeblazen, de laterale delen van de preoccipitale ring zijn niet rond maar rechthoekig, het palpebrale gebied en de palpebrale lob zijn groter dan in P. latifrons, en er is geen vouw direct achter de achterste verticale rij lenzen, noch een geïsoleerd verhoogd gebied net onder de lenzen. Niet al deze karakters kunnen echter onderscheid maken tussen Eldredgeops en andere Phacops-soorten.
Tijdens het Eifelien in de huidige Belgische Ardennen, ontwikkelden verschillende Phacops-soorten zich uit elkaar. De oudste was P. imitator, gevolgd door P. fragosus, vervolgens P. latifrons en uiteindelijk P. sartenaeri. Deze soorten vertonen een afname van het aantal lenzen, wat een meer wijdverspreide en terugkerende trend is in veel Phacopinae. Fossielen van Phacops salteri zijn gevonden in de trilobietrijke Boven-Emsische tot Onder-Givetiaanse Floresta-formatie van de Altiplano Cundiboyacense in Colombia.

## Soorten
- P. accipitrinus (Phillips, 1841)[5]
- P. algericus Alberti, 1983
- P. breviceps Barrande, 1846
- P. chlupaci Alberti, 1983
- P. circumspectans Paeckelmann, 1913
- P. degener Barrande, 1852
- P. fecundus
- P. fragosus Struve, 1970
- P. granulatus (Munster, 1840) synonyms Calymene granulata, P. posidoniae[6]
- P. hoseri Hawle & Corda, 1847
- P. iowensis Delo, 1935[7]
- P. imitator Struve, 1970
- P. kockeli Alberti, 1968

- P. latifrons (Bronn, 1825)
- P. maurulus
- P. modestus Barrande
- P. ouarouroutensis Crônier, 2018
- P. platilegnotor
- P. salteri Kozlowski, 1923
- P. sartenaeri Struve, 1985
- P. sobolevi Kielan, 1954
- P. sternbergi
- P. turco Richter & Richter
- P. wedekindi Richter & Richter, 1926[6]
- P. zinkeni F.A. Roemer, 1843

## Soorten die eerder zijn toegewezen aan Phacops
- P. acuticeps = Acuticryphops acuticeps
- P. arcticus = Acernaspis arctica
- P. asper = Ananaspis aspera
- P. birdsongensis = Paciphacops birdsongensis
- P. boecki = Boeckops boecki
- P. braziliensis = Phacopidina braziliensis
- P. bronni = Reedops bronni
- P. bulliceps = Eophacops bulliceps
- P. caecus = Trimerocephalus caecus
- P. caffer = Metacryphaeus caffer
- P. cambelli = Paciphacops cambelli
- P. claviger = Paciphacops claviger
- P. caudatus = Dalmanites caudatus
- P. constrictus = Acastoides constrictus
- P. coronatus = Heliocephalus coronatus
- P. cristatus bombifrons = Viaphacops bombifrons
- P. cristatus cristatus = Viaphacops cristatus
- P. crossleii = Paciphacops crossleii
- P. cryptophthalmoides = Trimerocephalus cryptophthalmoides
- P. cryptophthalmus = Cryphops cryptophthalmus
- P. cultifrons = Eophacops trapeziceps
- P. dagincourti = Bouleia dagincourti
- P. deshayesi = Zeliszkella deshayesi
- P. downingiae var. α. vulgaris = Acaste downingiae
- P. downingiae var. β. macrops = Acastocephala macrops
- P. downingiae var. γ. inflatus = Acaste inflata
- P. ensae = Weyerites ensae
- P. fecundus = Ananaspis fecunda
- P. fecundus minor = Lochkovella minor
- P. ferdinandi = Chotecops ferdinandi
- P. glaber = Eophacops glaber
- P. glockeri = Phacopidella glockeri
- P. grimbergi = Lochkovella grimbergi
- P. handwerki = Eophacops handwerki
- P. hanusi = Lochkovella hanusi
- P. hoeninghausi = Prokops hoeninghausi
- P. hudsonicus = Paciphacops hudsonicus
- P. incisus = Nephranops incisus
- P. khatangensis = Acernaspis khatangensis
- P. kayseri = Eocryphops kayseri
- P. lacunosus = Trimerocephalus lacunosus
- P. latigenalis = Paciphacops latigenalis
- P. latilimbatus = Cryphops latilimbatus
- P. lentiginosus = Trimerocephalus lentiginosus
- P. limbatus = Dianops limbatus
- P. logani = Paciphacops logani
- P. lopatini = Monorakos lopatini
- P. mancus = Eophacops mancus
- P. marklandensis = Acernaspis marklandensis
- P. mastophthalmus = Trimerocephalus mastophthalmus
- P. metacernaspis = generic assignment uncertain
- P. michelini = Pseudocryphaeus michelini
- P. microps = Kainops microps
- P. milleri = Eldredgeops milleri
- P. miser = Lochkovella miser
- P. musheni = Eophacops musheni
- P. nudus = generic assignment uncertain
- P. ocellus = Hadrorachus ocellus
- P. opitzi = Chotecops opitzi
- P. orestes = Acernaspis orestes
- P. orientalis = Ananaspis orientalis
- P. parabolus = Phillipsinella parabola
- P. phillipsi = Kloucekia phillipsi
- P. primaevus = Acernaspis primaeva
- P. prokopi = Prokops prokopi
- P. pulcellus = Acernaspis pulcella
- P. quadrilineatus = Acernaspis quadrilineata
- P. rana = Eldredgeops rana
- P. raymondi = Kainops raymondi
- P. schlosseri = Struveops schlosseri
- P. serratus = Paciphacops serratus
- P. schlotheimi = Geesops schlotheimi
- P. socialis = Dalmanitina socialis
- P. speculator = Austerops speculator
- P. sphaericeps = Dereimsia sphaericeps
- P. steinachensis = Trimerocephalus steinachensis
- P. stellifer = Greenops (Neometacanthus) stellifer
- P. stokesii = generic assignment uncertain
- P. straitonensis = Podowrinella straitonensis
- P. trapeziceps = Eophacops trapeziceps
- P. veles = Kainops veles
- P. vodorezovi = Trimerocephalus vodorezovi
- P. volborthi = Denckmannites volborthi
- P. wocklumeriae = Weyerites wocklumeriae